# Calendario pagano armenio
El calendario armenio conocido como Auténtico Calendario Armenio (en armenio: Բուն Թուական Հայոց, Bun T'vakan Hayots) es un calendario solar que se utilizaba en Armenia en la antigüedad y persistió durante varios siglos con posterioridad a la adopción del cristianismo. No debe confundirse con el Calendario Tradicional Armenio. 

## Historia

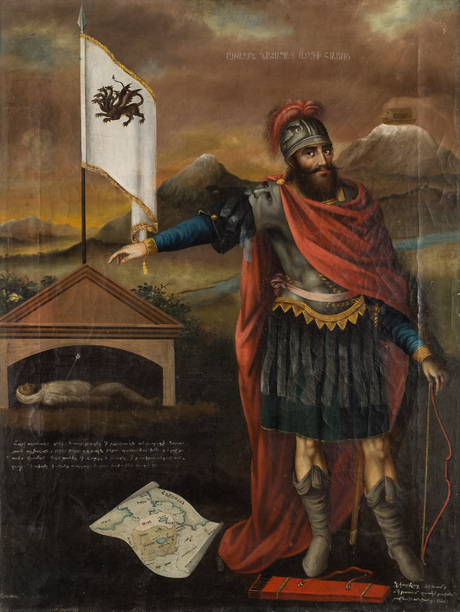
"Haik" de Mkrtúm Hovnatanián (1779-1846). El legendario fundador de la nación armenia señala con el dedo la tumba de Bel, cuyo cuerpo embalsamado tiene todavía la flecha en su pecho. El mapa representa la región del lago Van y detrás se puede observar el Monte Ararat con el Arca de Noé.

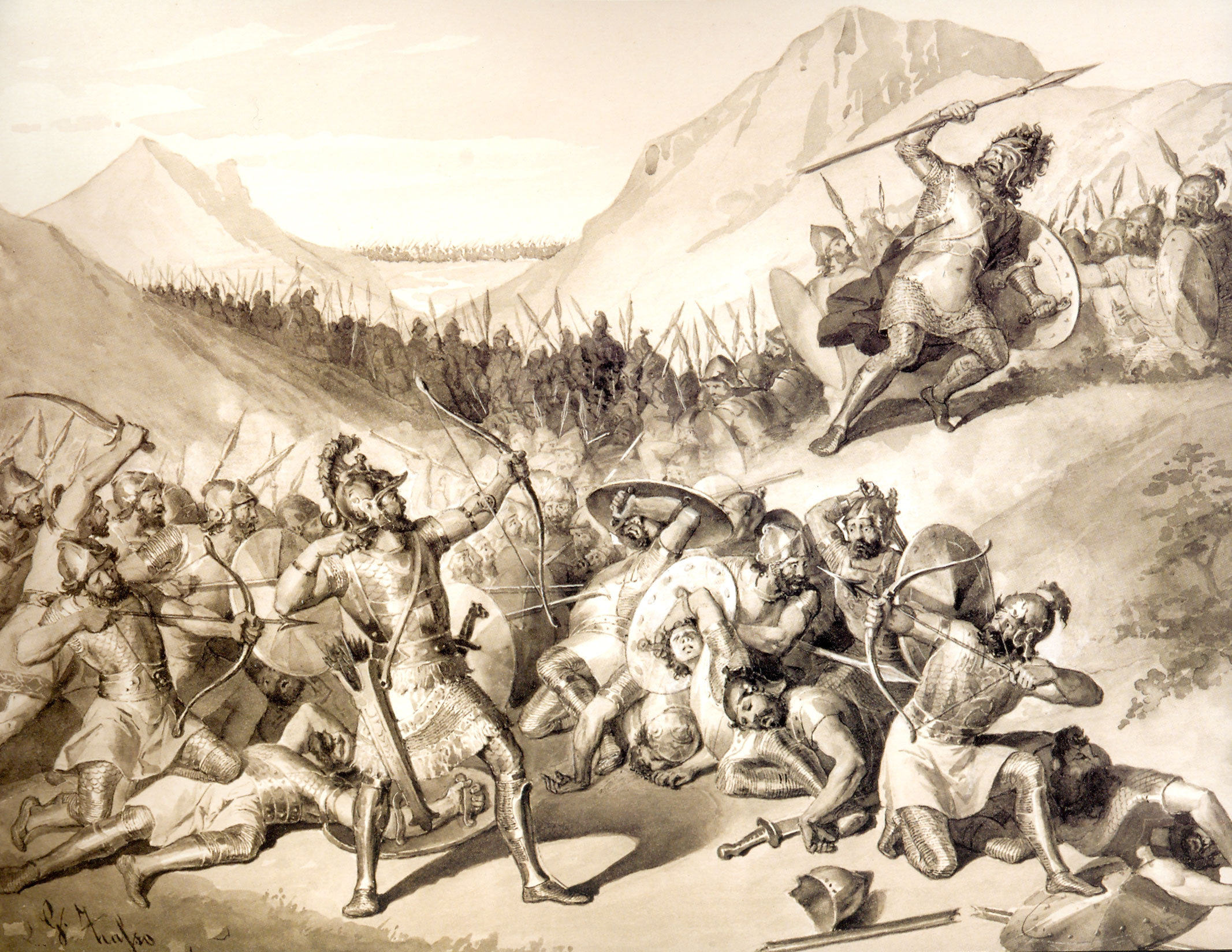
"Haik derrota a Bel" de Juliano Zasso (1833-1889). En el campo de batalla, Haik dispara su arco y mata a Bel.

Cuenta la leyenda recogida por el historiador Movsés Jorenatsí (410-490) que tras el Diluvio Universal y la división de las lenguas que sobrevino durante la construcción de la Torre de Babel, Haik (Հայկ) reunió a su gente y deseando vivir libre marchó hacia el norte, llegando a Armenia, para tomar posesión de las tierras que había heredado de su abuelo Torkóm, nieto de Noé. El hecho no pasó inadvertido para los babilonios, la potencia hegemónica de la zona, quienes al mando del tirano Bel llegaron con un poderoso ejército que se enfrentó a Haik y a sus hombres en las cercanías del lago Van. Valiéndose de las ventajas estratégicas que ofrecía la geografía montañosa de la zona y de sus dotes militares, Haik venció a Bel e instauró así la primera independencia de Armenia.
Según la tradición, el calendario armenio comienza el día de la victoria de Haik sobre Bel de Babilonia (11 de agosto de 2492 a.C.). El mítico Haik, además de organizar el país, delimitó el tiempo como el dios griego Cronos, dividiendo el año en doce meses a los que denominó con los nombres de sus descendientes. Según las antiguas crónicas, los nombres de los meses corresponden a los nombres de los cinco hijos (Dré, Kajóts, Aráts, Hërodíts) y seis hijas de Haik (Navasárt, Horrí, Sahmí, Maheguí, Arék, Marerí).
Los datos sobre el antiguo calendario fueron recogidos y sistematizados en gran parte por el renombrado matemático, astrónomo y naturalista medieval Ananiá Shirakatsí (610-685). En una época más reciente, se ocupó del calendario armenio el erudito Ghevont Alishán (1820-1901) de la Congregación Mekhitarista de Venecia. Tomando como punto de partida el conocimiento de que el año 428 fue la finalización de un Ciclo de Haik, Alishán calculó en qué momento había comenzado el calendario armenio o, si se prefiere, cuándo tuvo lugar la legendaria batalla entre Haik y Bel.
La adopción del cristianismo y su proclamación como religión oficial de Estado en el año 301 no trajo aparejado un cambio en el calendario que siguió en uso varios siglos más.  
Paradójicamente, la misma Iglesia Armenia mantuvo vigente el recuerdo del calendario antiguo. Desde hace décadas, inclusive en la época soviética, la Santa Sede de Echmiadzín de la Iglesia Apostólica Armenia publica el calendario-almanaque oficial en el que se detallan las conmemoraciones y festividades eclesiásticas día por día. En todas estas publicaciones en la primera página siempre figuró y aún figura la fecha en el Auténtico Calendario Armenio junto al del Calendario Internacional y el Calendario Tradicional Armenio.
El Parlamento de Armenia aprobó el 5 de febrero de 2009 el proyecto del diputado Artsvík Minasián, proponiendo que el 11 de agosto de cada año sea festejado como “Día de la Identidad Nacional Armenia” y los cinco días precedentes se dediquen a encuentros pan-armenios para conmemorar el antiguo Año Nuevo de la tradición armenia.

## Características
El calendario armenio consta de 12 meses, todos de igual duración, es decir todos de 30 días y un mes complementario de 5 días (Aveliáts):Teniendo en cuenta que el año solar dura 365 días y ¼, cada cuatro años, en los años bisiestos, en armenio nahánch (նահանջ), se agrega un día al mes complementario Aveliáts. En épocas más antiguas  no se tenía en cuenta  ese cuarto de día que posee el año solar, por lo que se producía un desfasaje entre el año real y el calendario que duraba 1461 años, período en el que el calendario “se corregía” a sí mismo. Este ciclo se llamaba “Ciclo de Haik” (Հայկեայ շրջան). Los años en los que se producía la finalización del Ciclo de Haik con la consecuente auto-corrección del calendario se denominaban nahanchíts-nahánch (նահանջից նահանջ).
Los nombres de los meses son (trasliteración armenio occidental al español - armenio clásico - trasliteración científica Hübschman-Meillet):
1. Navasárt - նաւասարդ - Nawasard
2. Horrí - Հոռի - Hoṙi 
3. Sahmí - Սահմի - Sahmi
4. Dré - Տրէ - Trē
5. Kajóts - Քաղոց - K'ałoc'
6. Aráts - Արաց - Arac'
7. Mehegátolan- Մեհեկան - Mehekan
8. Arék - Արեգ - Areg 
9. Ahegán - Ահեկան - Ahekan
10. Marerí - Մարերի - Mareri
11. Markáts - Մարգաց - Margac'
12. Hërodíts - Հրոտից - Hrotic'
13. Aveliáts - Աւելեաց - Aveleac'

## Celebración del Año Nuevo en la Antigüedad
El festejo del Año Nuevo en la antigüedad pre cristiana era el máximo acontecimiento de los armenios y se prolongaba por espacio de siete días. Cientos de miles de peregrinos se dirigían a los centros religiosos del país, donde el rey en persona presidía los festejos acompañado por los nobles, los dignatarios religiosos, los jefes militares, la aristocracia  y todo el pueblo.
Todo comenzaba cuando el rey proclamaba la llegada del nuevo año haciendo sonar el pogh (փող), especie de cuerno ritual, a la vez que se oía el estruendoso batir de los tambores. Tras el anuncio, se celebraban los Juegos de Navasárt que incluían prácticas militares, competencias deportivas y sacrificios de animales, así como predicciones, cantos, danzas y representaciones teatrales. Para apreciar la dimensión de los Juegos de Navasárt de Armenia debemos tener presente los Juegos Olímpicos de la antigua Grecia, con los que tenía muchas similitudes.
Según las antiguas crónicas y las obras de numerosos historiadores medievales, las ceremonias que conmemoraban el inicio del Año Nuevo tenían, además del carácter festivo, el de Ceremonia de Acción de Gracias.  Se agradecía fundamentalmente por los frutos gracias a los cuales vivía y se desarrollaba el hombre y prosperaba la nación toda.
Durante la antigüedad pagana, la festividad de Navasárt tenía un hondo contenido religioso.  La ceremonia central se llevaba a cabo en Bagarán (Բագարան), la ciudad de los dioses, donde además de las celebraciones profanas se realizaban ceremonias religiosas en las cuales se ofrendaban a los dioses los primeros frutos de las distintas cosechas.  Tras la adopción del Cristianismo la intención de la fiesta no cambió y se le dio un marco especial con la instauración de la ceremonia de la “Bendición de las Uvas”.

Con el tiempo, la denominación "Navasárt" se transformó en sinónimo de "Año Nuevo".

## Supervivencia de la Celebración hasta el sigloXX
A pesar de los cambios de los siglos, algunas regiones apartadas del sur de la Armenia histórica, como Karabagh, Zanguezúr, Agulís (en Najicheván), Salmást (al norte de Irán), Alashguérd, etc., mantuvieron hasta principios del siglo XX el festejo del Año Nuevo según el antiguo calendario y la denominación Navasárt. En 1922 el régimen soviético eliminó las particularidades unificando definitivamente los calendarios.
Gracias a esto conocemos fehacientemente muchas particularidades de la celebración y especialmente cómo era el espíritu de la fecha. Uno de los significados más importantes que tenía la celebración del Año Nuevo entre los armenios era mantener la armonía. Para tener un año sereno, el último día del año debían eliminarse las viejas cuentas pendientes, poner fin a rencillas y disputas personales, en lo que muchas veces intercedían amigos, parientes y fundamentalmente los padrinos. El año  nuevo debía iniciarse en total armonía para garantizar la paz de todo el año. Esta concepción de la paz y la armonía se vislumbra hasta en la forma de preparación del plato típico de Año Nuevo, el gorgót de Navasárt (Նաւասարդի կորկոտ), que no se revolvía en ningún momento “para que el Año Nuevo no fuera revuelto”.
En la más remota antigüedad los festejos de Navasárt duraban siete días y como herencia de ello era precisamente el número 7 el que dominaba en derredor.  Heredado de esa vieja tradición era la costumbre que en la mesa en la que se recibiría el Año Nuevo Armenio se repite el número 7: debía haber en ella siete clases de frutas secas (nueces, almendras, avellanas, pistachos, etc.), siete clases de frutas frescas de estación, siete clases de comida tradicional, y finalmente siete clases de postres.  Además durante la cena se realizarán obligatoriamente siete brindis con oghí (aguardiente tradicional).
Una de las costumbres que acompañaban estos festejos era visitar, antes que amaneciera, aquellos hogares donde en el transcurso del año se había producido algún fallecimiento. Los amigos traían regalos y durante la reunión tomaban un vogormatás (ողորմաթաս), es decir un “brindis” en memoria del difunto
Una práctica que le daba a estas celebraciones un colorido muy especial era la costumbre de colgar en el exterior de las casas y hasta en los árboles cercanos, cintas y adornos de color rojo, pues el rojo es el color de Navasárt y significaba "felicidad".
Era muy común que se enviara un lúis (լոյս) de regalo a amigos, vecinos y allegados. Se trataba de una bandeja con un arreglo especial de velas doradas a su alrededor, conteniendo manjares y presentes y que era colocado en el centro de la mesa de Navasárt.
Recibían regalos especiales aquellos padrinos que ese año hubieran bautizado algún ahijado, los recién casados de parte de su padrino de bodas, la autoridad máxima del poblado, el cura párroco, etc.
Especialmente en Karabagh y Zanguezúr, donde todavía sobrevivían descendientes de la antigua nobleza local, era costumbre visitar al Melík  (lord, príncipe) de la zona para felicitarlo por el año nuevo. Este, previendo las visitas, mandaba a preparar algún ternero escogido, que se servía como señal de hospitalidad.

### Los años del Auténtico Calendario Armenio (ACA) comparados con el Calendario Internacional
11 de agosto de 2492 a. C. - año 1 del ACA (Auténtico Calendario Armenio)
11 de agosto de 2000 a. C. - año 492 del ACA
11 de agosto de 1500 a. C. - 992 del ACA
11 de agosto de 1000 a. C. - año 1492 del ACA
11 de agosto 500 a. C.   -  año 1992 del ACA
11 de agosto año 1        - año 2494 del ACA
11 de agosto año 50      - año 2993 del ACA
11 de agosto año 1000  - año 3493 del ACA
11 de agosto año 1500  - año 3993 del ACA
11 de agosto año 2000  - año 4493 del ACA
11 de agosto de 2020    - año 4513 del ACA